# Mumia: Mormântul Împăratului Dragon
Mumia: Mormântul Împăratului Dragon (titlu original: The Mummy: Tomb of the Dragon Emperor) este un film american din 2008 regizat de Rob Cohen. Rolurile principale au fost interpretate de actorii Brendan Fraser și Jet Li.

## Distribuție
| Actor           | Role                                                             |
| --------------- | ---------------------------------------------------------------- |
| Brendan Fraser  | Rick O'Connell                                                   |
| Jet Li          | Împăratul Qin Shi Huang, principalul antagonist al filmului      |
| Maria Bello     | Evelyn Carnahan O'Connell                                        |
| John Hannah     | Jonathan Carnahan, fratele Evelynei                              |
| Luke Ford       | Alex O'Connell                                                   |
| Michelle Yeoh   | Zi Yuan                                                          |
| Liam Cunningham | Mad Dog Maguire, un vechi prieten al lui Rick                    |
| Isabella Leong  | Lin, fiica lui Zi Yuan                                           |
| Anthony Wong    | General Yang, un renegat ofițer chinez                           |
| Russell Wong    | General Ming Guo, slujitor al împăratului și iubitul lui Zi Yuan |
| Jessey Meng     | Choi, ajutorul Generalului Yang                                  |
| David Calder    | Profesorul Roger Wilson, spion al Generalului Yang               |